# Потяг до хмар
Потяг до хмар (ісп. Tren a las nubes, Tren de las Nubes) — залізнична гілка в провінції Сальта в Аргентині, що з'єднує її північно-західну частину із кордоном з Чилі. Проходить в Андах на висоті близько 4220 м над рівнем моря і є третьою за висотою залізницею світу. Сьогодні вона використовується переважно в туристичних цілях.

## Історія

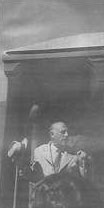
Хуан Пістаріні, міністр суспільних робіт на відкритті

18 вересня 1905 року було затверджено закон № 4.683 про розробку проекту залізниці у цій місцевості. Законом № 4.813 передбачалося побудувати першу чергу залізниці між містами Серільйос і Росаріо-де-Лерма. У наступні роки було проведено кілька розвідок, щоб визначити найкраще місце для побудови шляху, але ідея так і не була реалізована. 1916 року з обранням на пост президента Аргентини Іполіто Ірігоєна про цей задум знову згадали. У Конгресі почалася довга боротьба за право спорудження залізниці між британськими і аргентинськими компаніями.
1921 року під керівництвом інженера Річарда Маурі розпочалося будівництво залізниці. На той час вона мала назву Уайтікіна, оскільки за проектом мала проходити по однойменному перевалу.
1930 року державний переворот в Аргентині скинув президента Іполіто Ірігоєна. Це спричинило замороження робіт на 6 років. На той час було збудовано лише кілька кілометрів залізниці, зокрема міст Ла-Польворілья. Маурі було відсторонено від проекту.
1936 року спорудження гілки поновилося. 1941 року вона досягла Олакапато, 1944 року — Ункільяля, 1945 року — Толар-Гранде. 1946 року новообраний президент Хуан Домінго Перон дав новий поштовх довгобуду. У той же час вирішено було проводити залізницю через перевал Сокомпа, а не Уайтікіна.
17 січня 1948 року рейки було добудовано до чилійського кордону. Офіційне відкриття залізниці відбулося 20 лютого 1948 року, через 59 років після початку проекту.

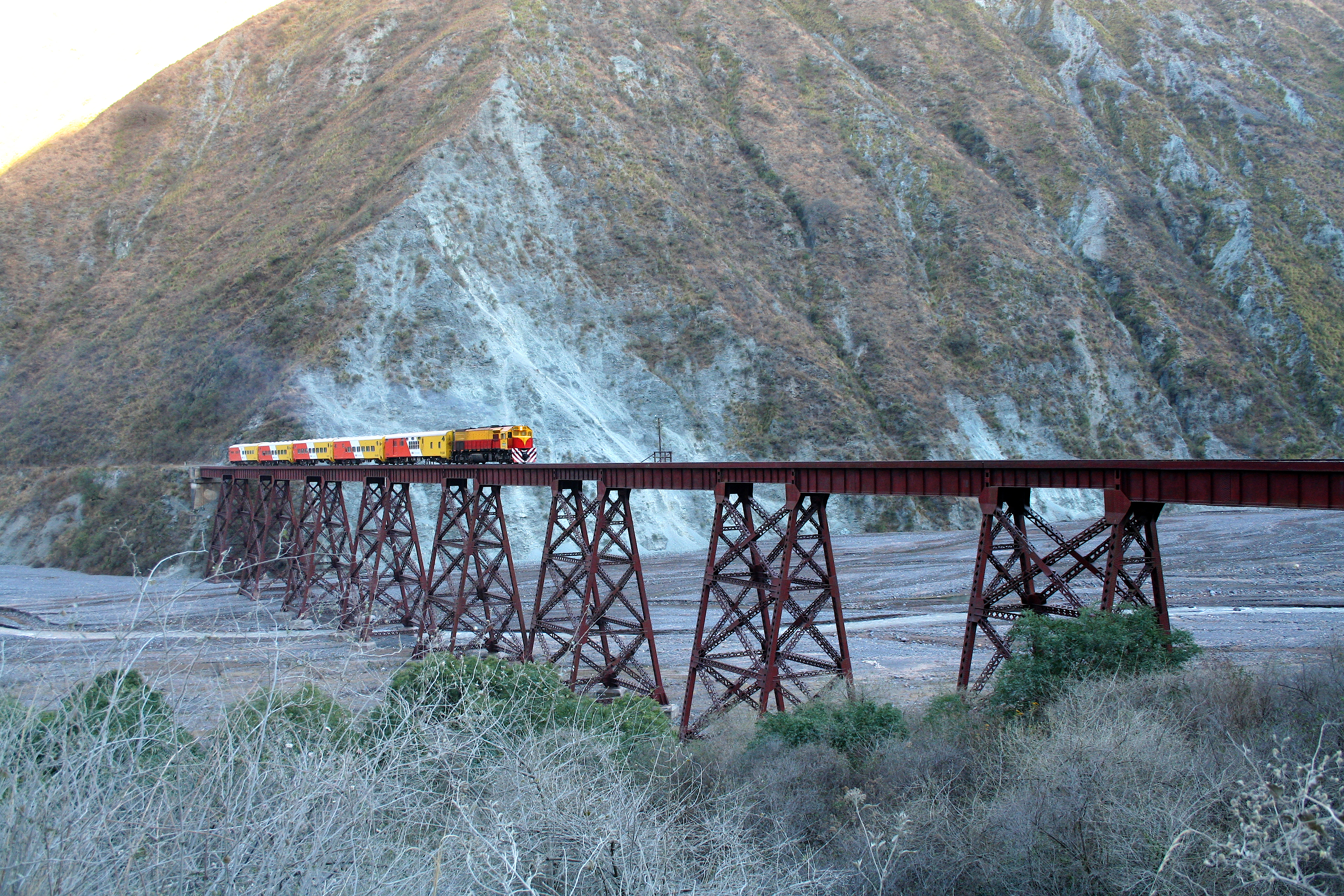
Потяг до хмар

Назву «Потяг до хмар» гілка C-14 залізниці ім. генерала Мануеля Бельграно отримала після фільму, який у 1960-х роках зняли студенти Національного університету Тукуману, які подорожували цим потягом.
У листопаді 1971 року керівництво залізниці ім. генерала Мануеля Бельграно ухвалило рішення перетворити гілку С-14 на туристичний потяг. 16 липня 1972 року відбулася перша офіційна туристична поїздка потягу до хмар. До 1990 року він продовжував функціонувати у складі державної залізниці, а 1991 року перейшов до рук приватного підприємства.
Після кількох років реконструкції, потяг був знову відкритий для відвідування 6 серпня 2008 року, приватною компанією, Ecotren.

## Характеристика

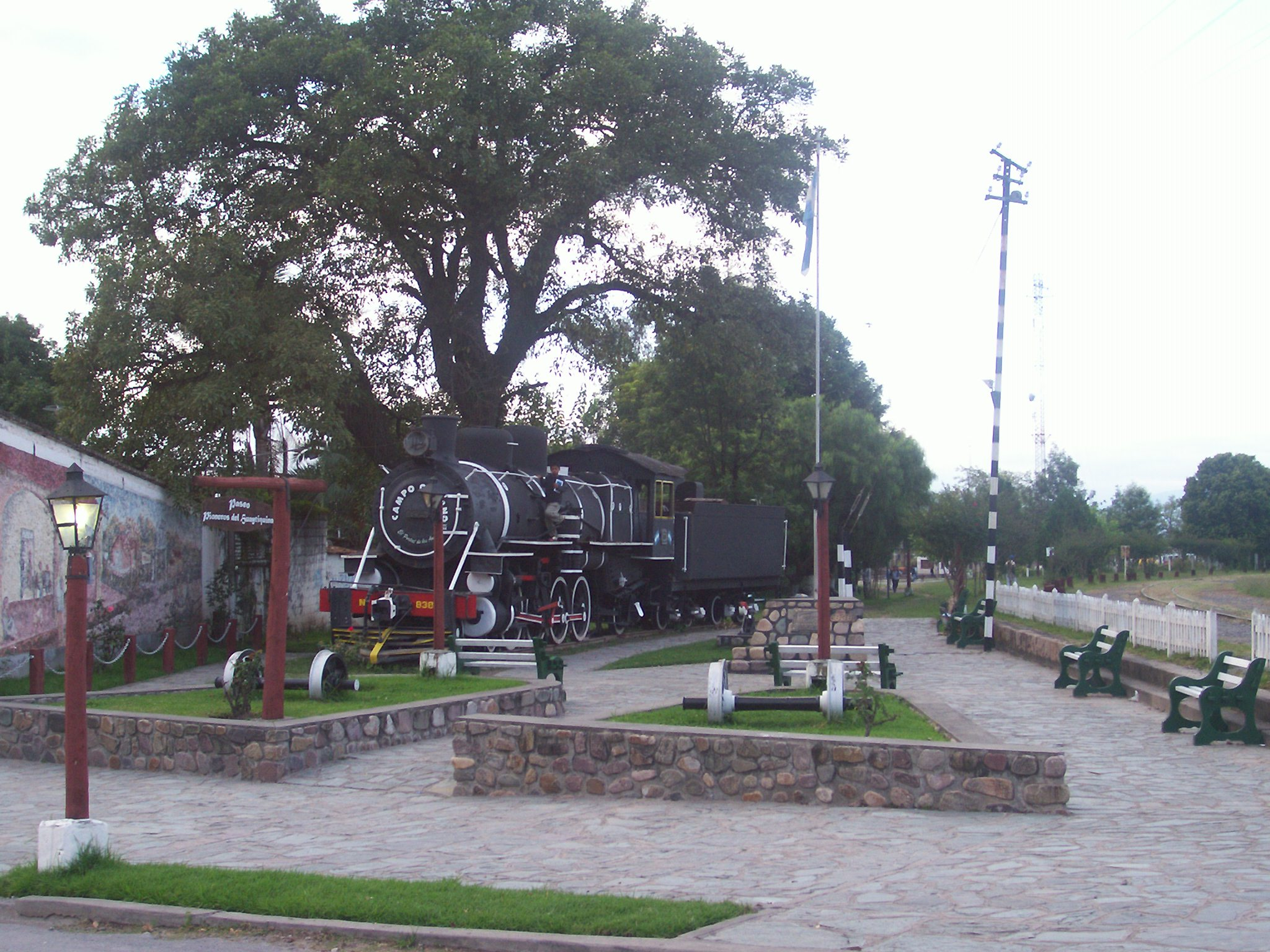
Станція Кампо-Кіхано

Близько 30 000 туристів відвідує потяг щорічно. Потяг курсує з квітня по листопад і вирушає із Сальти кожну середу, п'ятницю і неділю о 07:05, повертаючись до Сальти близько 23:48. Потяг вміщує 468 пасажирів і їде із середньою швидкістю 35 км/год (21.7 м/год). До послуг, які надаються пасажирам, входить прокат автомобіля, медична страховка та двомовних гід. 

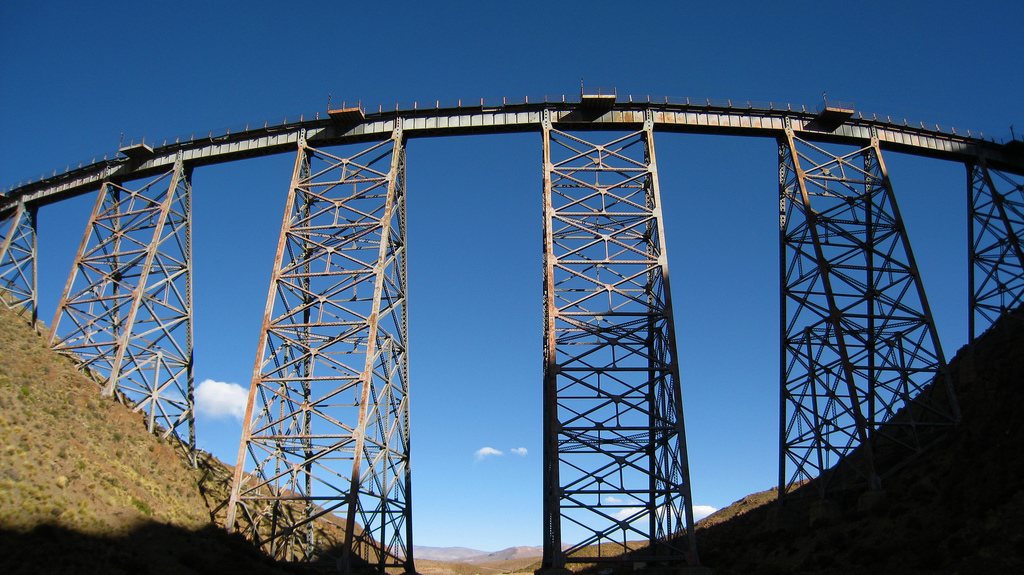
Міст Ла-Польворілья

Залізниця проходить через 29 мостів, 21 тунелів, 13 віадуків, 2 спіралі та 2 зигзаги. Довжина 217 км.
Влітку з грудня по березень по цій же гілці їздить Потяг до Сонця (ісп. Tren al Sol) із Сальти до станції Дієго-де-Альмагро на висоті 3500 м.

## Станції

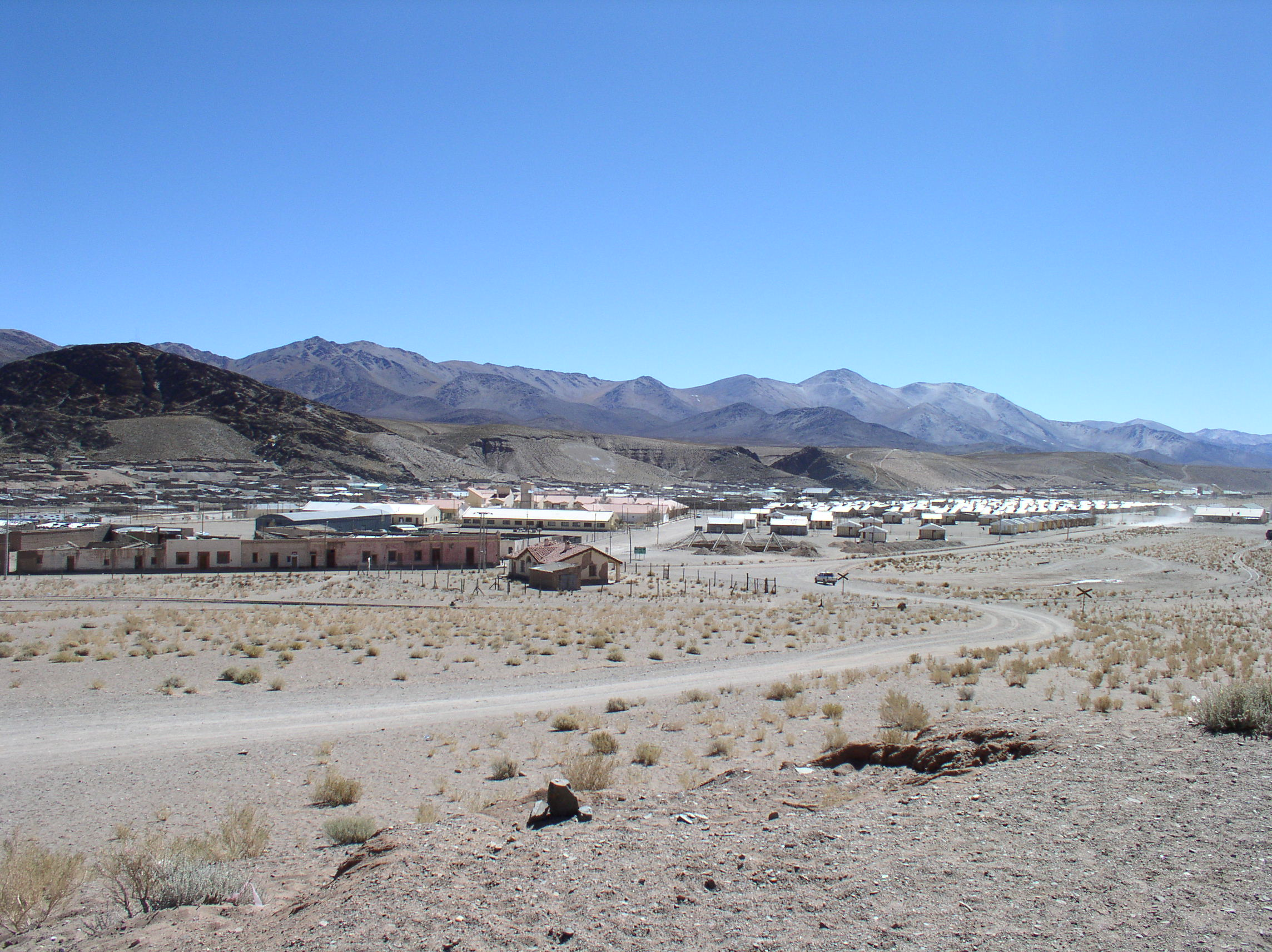
Сан-Антоніо-де-лос-Кобрес з залізничної станції

Станції, через які проходить Потяг до хмар, з висотою над рівнем моря:
- Сальта (1187)
- Альварадо (1207)
- Серрільйос (1260)
- Росаріо-де-Лерма (1332)
- Кампо-Кіхано (1520)
- Вілья-Толедо (1587)
- Ель-Алісаль (1806)
- Чорільйос (2111)
- Інхеньєро-Маурі (2358)
- Гобернадор-Сола (2550)
- Пуерта-де-Тастіль (2675)
- Таквара (3036)
- Месета (2844)
- Дієго-де-Альмагро (3503)
- Інкауасі (3553)
- Качіналь (3739)
- Муньяно (3952)
- Лос-Патос (3842)
- Сан-Антоніо-де-лос-Кобрес (3774)
- Міна-Конкордья (4144)
- Ла-Польворілья (4220)